# Sarcophaga kaushanensis
Sarcophaga kaushanensis är en tvåvingeart som beskrevs av Nandi 1990. Sarcophaga kaushanensis ingår i släktet Sarcophaga och familjen köttflugor.
Artens utbredningsområde är Uttar Pradesh (Indien). Inga underarter finns listade i Catalogue of Life.